# Holger Drachmann
Holger Henrik Herholdt Drachmann (Koppenhága, 1846. október 9. – Hornbæk, 1908. január 14.) dán író, költő, festő. Részt vett a skageni festők csoportjának művészi tevékenységében. A 19. század közepétől zajló dán művészeti megújulásnak, a Det Moderne Gennembrud-nak (modern áttörés) a központi alakja volt Georg Brandes mellett.

## Családja
Apja neves, német származású sebészorvos volt. Anyja fiatalon meghalt. Holger már gyermekkorában erősen érdeklődött az irodalom és az előadóművészetek iránt, társaival hősi jeleneteket adott elő, amikben ismert dán történelmi személyiségek szerepét játszotta el.
1968-tól Bornholm szigetén folytatott festészeti tanulmányokat. Itt ismerkedett meg Vilhelmine Erichsennel, akivel 1971-ben Gentofte-ban összeházasodott. Egy lányuk született, Eva, a házasság azonban 1974-ben véget ért. Holger ezután egy Polly nevű férjes asszonnyal folytatott viszonyt, akitől egy lánya született; a nő azonban szakított vele. Hamburgban ismerkedett meg következő szerelmével, Emmyvel, aki eleinte nem tudta, hogy Drachmann előző szeretője, Polly, az ő nővére volt. Később ennek ellenére összeházasodtak, örökbe fogadták Polly lányát és további négy gyermekük született. 1887-ben azonban az asszony súlyosan megbetegedett, egyik kislányuk is meghalt. Drachmann újabb viszonyba menekült, következő múzsája Amanda Nielsen kabaréénekesnő lett, akit ő Edithnek hívott. Házasságát nem bontotta fel, de ellenállhatatlanul vonzódott az énekesnő iránt annak egyszerű származása, közönséges beszédmódja, kétes üzleti ügyei ellenére. Edith azonban elhagyta őt egy gazdag kolbászgyáros kedvéért, akinek a felesége lett. Drachmann ezután Christian Krohg feleségének, Oda Krohgnak egyik, majd másik nővérével vigasztalódott, és az utóbbi, Soffi aztán elérte, hogy 1903-ban elváljon feleségétől és őt vegye el. Így lett Soffi Lasson a harmadik, utolsó felesége, de távolról sem az utolsó kedvese. Halálos ágyán elmondta, hogy sok szeretője közül a legfontosabb múzsái első felesége, Vilhelmine, valamint Edith voltak.
Drachmann és Emmy fia, Povl Drachmann (1887-1941) politikus lett a dán Konzervatív Néppárt színeiben.

## Festészete és irodalmi munkássága

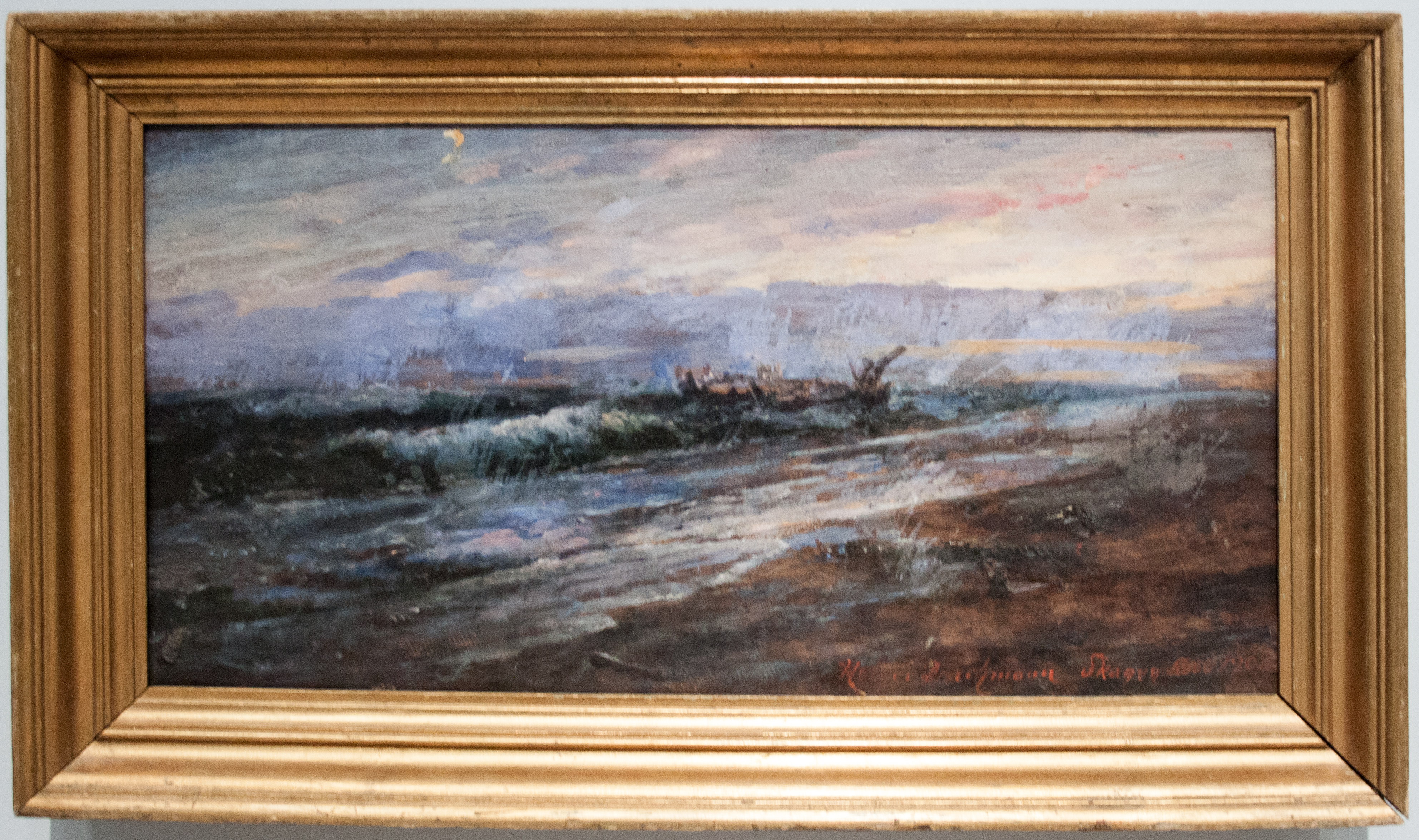
Reggeli hangulat a tengerparton – Drachmann festménye a Skagens Museumban

Tanulmányaival elmaradt korosztályától, és csak 1865-ben kezdte meg egyetemi tanulmányait, majd 1866-ban a Királyi Dán Művészeti Akadémia hallgatója lett, ahol Wilhelm Marstrand és Carl Frederik Sørensen irányításával tengeritájkép-festészetet tanult, jó eredményekkel. 1969-től 1974-ig minden minden évben részt festményeivel vett a Charlottenborg kastélyban rendezett tavaszi kiállításon. 1870-től azonban, Georg Brandes hatására, és anélkül, hogy lemondott volna festőművészi terveiről, nagyobb súllyal fordult az irodalom felé. Sokat utazott, járt Angliában, Skóciában, Franciaországban, Olaszországban. Irodalmi karrierje azzal kezdődött, hogy úti beszámolókat írt dániai lapok számára.
Hazatérése után egy időre Bornholm szigetén telepedett le és tengeri tájképeket festett. Emellett kiadta első verseskötetét, Digte címmel (1872), és csatlakozott a fiatal, radikális írók egy csoportjához, Brandes követőihez. 1875-ös verseskötete, a Dæmpede Melodier (Tompított melódiák) bizonyította a nagyközönség és saját maga számára is, hogy igazi költői tehetség. Hamarosan gyors ütemben jelentek meg írásai, versben és prózában egyaránt. Ungt Blod (Ífjú vér, 1876) című kötete három realista novellát foglalt magába a korabeli élet témájában. De visszatért a tenger témájához is Sange ved Havet; Venezia (A tenger dalai; Velence, 1877) című művével.
A következő években a világ számos országába eljutott. Útjai során elsősorban a tengerpartok és az ott élő emberek kötötték le írói figyelmét.
1878 körül Drachmann szakított Brandes-szel és radikális követőivel, és egyfajta dán népies-konzervatív irányvonal élére állt. Verseiben és prózájában egyaránt folytatta a halászok és tengerészek életének méltatását, és a kor egyik legnépszerűbb dán írója, költője lett. 1885 vitték színpadra a koppenhágai Királyi Színházban Der var engang (Egyszer volt...) című darabját, ami nagy sikert aratott és a dán drámairodalom klasszikus darabjává vált. Tragédiái, az 1894-es Volund Smed és a Brav-karl 1897-ben egyértelműen Dánia legnépszerűbb színműírójává tették.
Az 1890-es évek elején újra csatlakozott Brandes csoportjához, de nem adta fel nemzeti elveit. Politikai irányváltásait sokan opportunizmusnak tartották, de inkább arról lehetett szó, hogy örök lángolással kereste a szilárd alapot művészete számára.
Drachmann korának egyik legnépszerűbb költője volt, bár mára munkásságának nagy része feledésbe merült. Művészetében egyesítette a modern lázadó attitűdöket a történelem és a nők szerepének romantikus szemléletével. Személyes megjelenése gyakran háttérbe szorította irodalmi sikereit és maga is szívesen játszotta magánéletében a „tipikus bohém költő” szerepét. Szerelmi élete gyakran okozott botrányt, de egyben inspiráló hatással is volt művészetére. Költészetét, időnkénti bőbeszédűségét kritikusai Swinburnéhoz hasonlították.

## Skagen

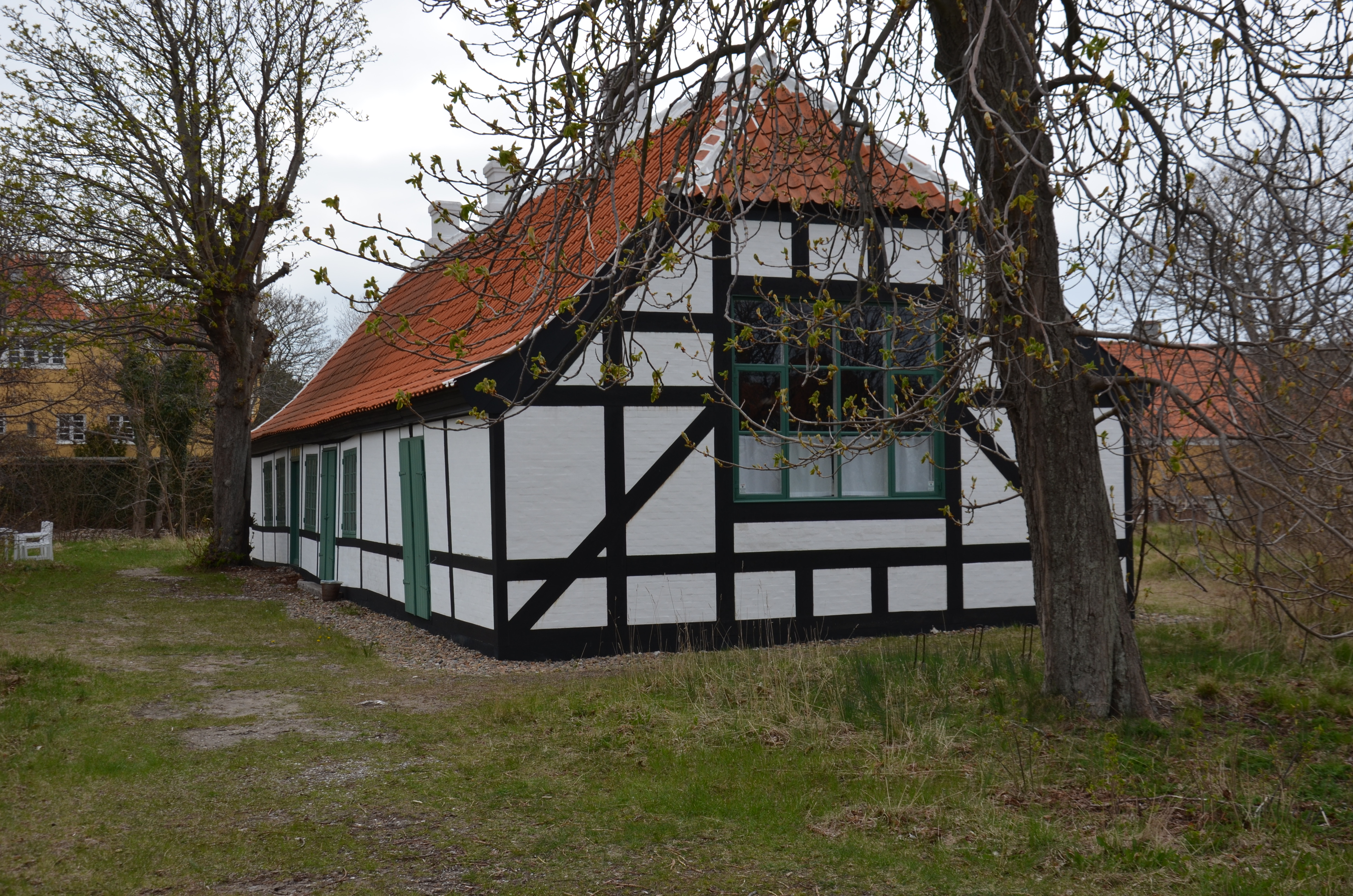
Drachmann és Soffi háza Skagenben

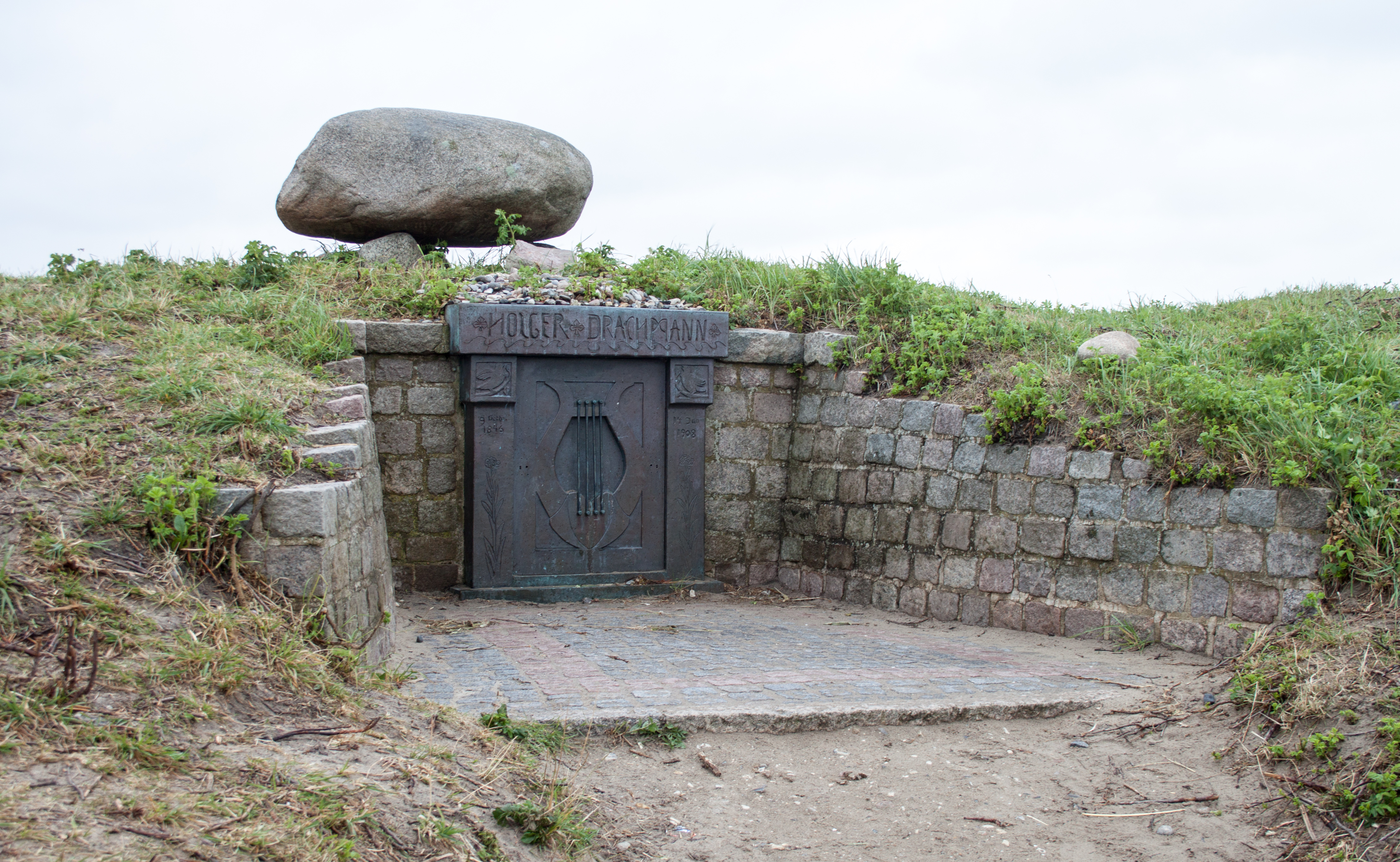
Holger Drachmann tengerre néző sírja a Grenen-fokon

Drachmann először 1872-ben látogatott Skagenbe Frits Thaulow norvég festővel. Később gyakran visszatért ide nyaranként, és csatlakozott a skageni festők egyre gyarapodó közösségéhez, bár munkásságában a festészet mindig háttérbe szorult az írással szemben. 1903-ban harmadik feleségével, Soffival a település nyugati részén, Vesterbyben telepedett le. Házukat Villa Paxnak nevezték el. Drachmann élete vége felé újra a festészet felé fordult, gyakran festette a tengert, a hajókat. Halála után skageni otthona múzeum lett. Kérésére a Grenen félsziget dűnéi között temették el. A tengerre néző kriptáját festőtársa, barátja, Peder Severin Krøyer tervezte.

## Elismerései
1887-ben elnyerte a Dannebrog-rend lovagi címét, majd 1906-ban annak másodosztályú parancsnoki fokozatát.

## Fontosabb művei
- Med Kul og Kridt (1872)
- Digte (Versek) (1872)
- Østen for Sol og Vesten for Måne (1880), daljáték
- Skyggebilleder (1883)
- Strandby Folk (1883), színmű négy felvonásban, Julius Bechgaard zenéjével
- Der var engang (1885), daljáték, benne a Midsommervisen
- Sangenes Bog (1889)
- Forskrevet (1890)
- Vølund Smed (1894)
- Erindringen (1904)

## Magyarul
- Tengeri és tengerparti történetek; ford. Baján Miksa, bev. J. C. Poestion; Franklin, Bp., 1893
- Két lövés. Regény; ford. Hetyey József; Kner, Gyoma, 1930
- Eladott lélekkel; ford., átdolg. Miszoglád Gábor; Cesam Hungary, Bp., 1997 (Skandináv regények)

## Fordítás
- Ez a szócikk részben vagy egészben a Holger Drachmann című dán Wikipédia-szócikk ezen változatának fordításán alapul.  Az eredeti cikk szerkesztőit annak laptörténete sorolja fel. Ez a jelzés csupán a megfogalmazás eredetét és a szerzői jogokat jelzi, nem szolgál a cikkben szereplő információk forrásmegjelöléseként.
- Ez a szócikk részben vagy egészben a Holger Drachmann című angol Wikipédia-szócikk ezen változatának fordításán alapul.  Az eredeti cikk szerkesztőit annak laptörténete sorolja fel. Ez a jelzés csupán a megfogalmazás eredetét és a szerzői jogokat jelzi, nem szolgál a cikkben szereplő információk forrásmegjelöléseként.